# Santa Teresa, Santa Catarina
Santa Teresa är en ort i Mexiko.   Den ligger i kommunen Santa Catarina och delstaten San Luis Potosí, i den centrala delen av landet, 230 km norr om huvudstaden Mexico City. Santa Teresa ligger 836 meter över havet och antalet invånare är 153.
Terrängen runt Santa Teresa är kuperad norrut, men söderut är den bergig. Runt Santa Teresa är det ganska glesbefolkat, med 22 invånare per kvadratkilometer. Närmaste större samhälle är San Diego, 4,5 km nordost om Santa Teresa. I omgivningarna runt Santa Teresa växer huvudsakligen savannskog.